# 沪港卧铺高速动车组列车
沪港卧铺高速动车组列车是中国铁路运营的动车组列车，往来上海市上海虹桥站及香港特别行政区香港西九龙站，于2024年6月15日起开行，目前共开行1对，列车乘务由广州局集团广九客运段担当。上海虹桥至香港西九龙站间开行的高铁动卧列车经沪杭、杭深、广深港高铁运行，全程1662公里，其中，G899次列车自上海虹桥站20时15分开车，次日7时20分抵达香港西九龙站；G900次列车自香港西九龙站20时05分开车，次日7时抵达上海虹桥站。

## 历史
D907/908次列车原为2015年1月1日开通的上海虹桥至深圳北动卧。最初为上海局单独担当，2023年7月1日改为两局（上海局、广州局）共同担当（每周日、五开D907次，每周一、六开D908次由上海局担当；每周一、六开D907次，每周日、五开D908次由广州局担当）。
2024年6月4日，中国国家铁路集团宣布D907/908次将于当月15日延长至香港西九龙站，进港动卧客票于6月5日12时起开售，以代替原有的沪九直通车普速列车服务。當日晚些时候，港铁公布了延长后D907/908次列车的运行时刻及票价。6月5日，中国铁路客户服务中心关于本列车的数据显示，D907/908次列车隔日使用设有高级软卧的上海局CRH1E，与广州局交替开行。
2024年10月1日起，原D907/908次车次调整为G899/900次，客运乘务改由广州局集团独立担当，车型更换为CR400AF-AE，双向增设宁波站。

## 时刻表
根据港铁公司公告，本次列车在香港西九龙站至深圳北站短途区间不售票。
由于香港西九龙至深圳北一段与深圳北至上海虹桥的一段方向不同，因此列车会在深圳北站进行中途换向作业（只限首尾车厢之特等座、二等座）。

## 使用列车
G899/900次列车使用配属广州局集团深圳动车运用所的CR400AF-AE。由于头尾车厢保留复兴号CR400车系的观光区，因此列车的司机室后方之观光区设置12席特等座。
| 车厢编号 | 1                 | 2-7       | 8               | 9-15      | 16                |
| 车型     | ZET 二等/特等座车 | WR 软卧车 | WRC 软卧车/餐车 | WR 软卧车 | ZET 二等/特等座车 |
| 定員     | 12+45             | 40        | 18              | 40        | 12+45             |